# Mundri
Mundri – miasto w Sudanie Południowym, stolica stanu Amadi. Liczy 17 074 mieszkańców.